# Jørgen Emil Thers
Jørgen Emil Thers (født Jensen 12. april 1910 i Skælskør, død 2. november 1944 i Buchenwald i Tyskland) var en dansk politimand og atlet.
Thers voksede op i Skælskør hvor hans far Emil Vilhelm Jensen var ejer af Hotel Phønix. Han stod efter syv års skole i lære som bager i Slagelse. Efter han blev udlært arbejdede han en tid på Helsingør Skibsværft og på klædefabrikken i Hellebæk,
inden han 15. januar 1939 fik ansættelse ved Københavns Politi. Han blev udnævnt til overbetjent ved politistationen i Dragør 1. november 1942 og 16. november 1943 udnævnt til overpolitibetjent af 2. grad og gjorde tjeneste ved politiet i Kastrup indtil han 19. september 1944 var blandt de 1.960 danske politifolk, der blev arresteret af Gestapo og overført til den tyske koncentrationslejrer Neuengamme. 29. september eller 5. oktober blev han overfört til koncentrationslejren Buchenwald, hvor han 2. november døde af lungebetændelse og skarlagensfeber. 
Den 19. september 1945 blev Thers´s aske begravet på Bispebjerg Kirkegård i København. I Dragør Boldklubs klubhus findes en mindepladen over de af klubbens medlemmer, bl.a. Thers der satte livet til under den tyske besættelse 1940-1945.
Thers var aktiv atlet i først i Hellas Roskilde senere i Helsingør Idrætsforening (1936-1938) og derefter i Politiets Idrætsforening i København. Han startede som mangekæmper men specialiserede sig i diskoskast hvor han vandt to danske mesterskaber og satte ved DM 1942 danmarksrekord med 43,46 meter og var indehaver af rekorden i tre år. Han nåede også fire landskampe i kuglestød og diskoskast.
Efternavnet Jensen blev slettet cirka 1940, Thers var hans mor Maren Thers pigenavn.

## Danske mesterskaber
- Sølv  1944  Diskoskast 40,68
- Sølv  1943  Diskoskast 41,80
- Guld 1942  Diskoskast 43,46
- Guld 1941  Diskoskast 41,32
- Sølv  1938  Diskoskast 39,82